# Рой Мата
Рой Мата — влиятельный меланезийский правитель XIII века, правивший современной территорией Вануату.
Его сложно устроенная могила, в которой также похоронены 25 членов его свиты, была обнаружена французским археологом Жозе Гарранже в 1967 году. Он смог отыскать эту могилу на острове Эретока, изучая местный устный фольклор (поскольку жители островов не имели письменности). Согласно легенде, когда Рой Мата завоевал эти землю, его первой целью было объединить местные племена. Его правление, как считают, было мирным, однако Рой Мата был отравлен (или ранен ядовитым дротиком) собственным братом, но его тело не похоронили на родине, поскольку местные жители боялись его духа. До сегодняшнего дня местные жители стараются не произносить его имени, а связанные с ним места считаются священными, поэтому их посещение запрещено.
В 2008 году пещера Феле на острове Лелепе (в которой, как считается Рой Мата умер), могила Роя Мата на острове Эретока (и весь остров Эретока), руины его резиденции (наткон) в Мангаасе на острове Эфате и область моря между всеми тремя островами были включены в список Всемирного наследия ЮНЕСКО, став первым объектом этого списка на территории Вануату.

## Археологические раскопки

### Пещера Феле

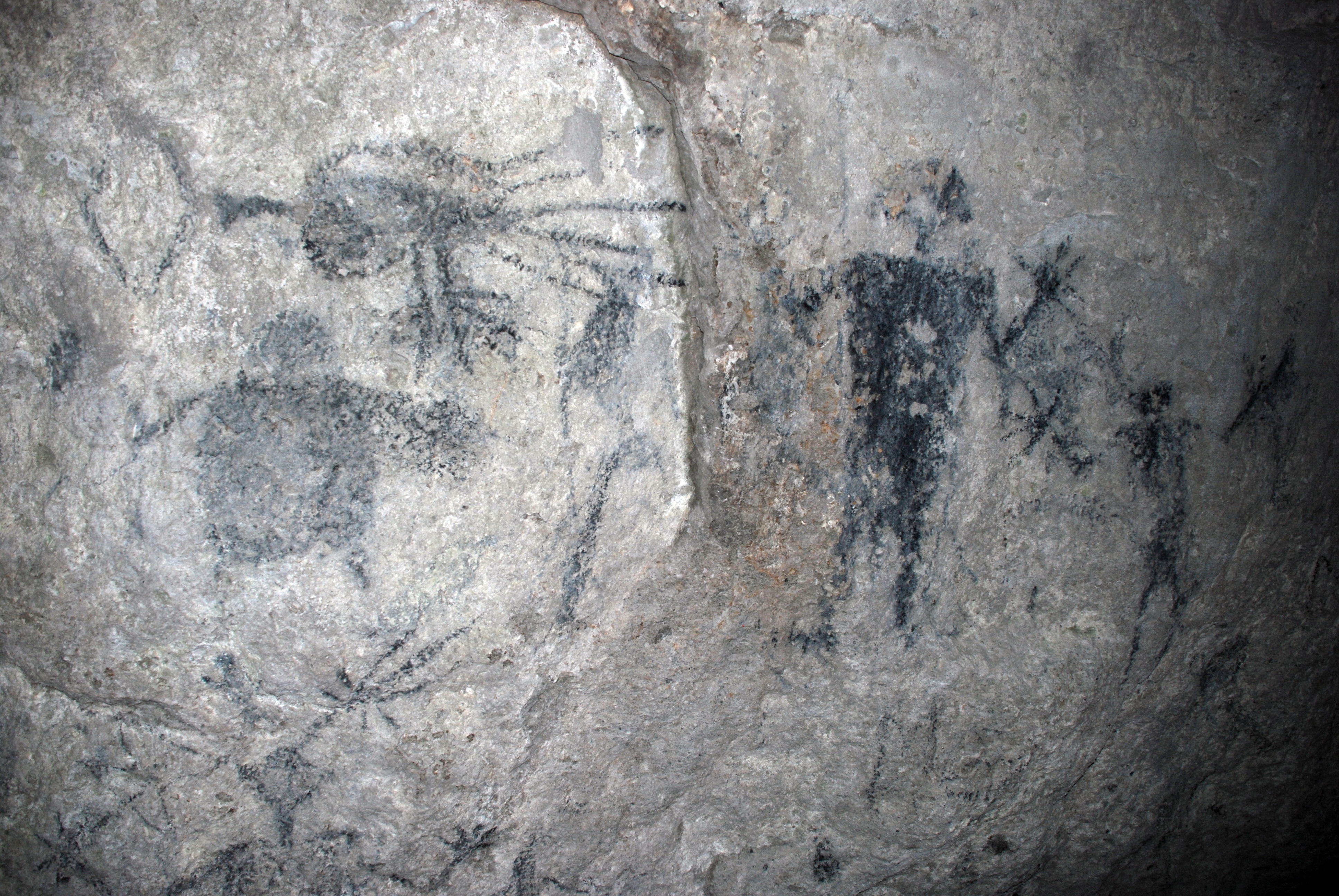
Наскальные рисунки в пещере Феле.

Высота пещеры Феле на острове Лелепе составляет 35 м, ширина — 52 м, длина — 47 м от входа. Вход в пещеру является относительно низким, высотой 6 м. Большая часть внутренних стен пещеры покрыта наскальными росписями красного и чёрного цвета. Рисунки изображают птиц, рыб, человеческие фигуры и другие объекты. Согласно местной легенде, один из рисунков изображает вождя Роя Мата. В этой пещере, согласно легенде, Рой Мата умер.

### Резиденция в Мангаасе

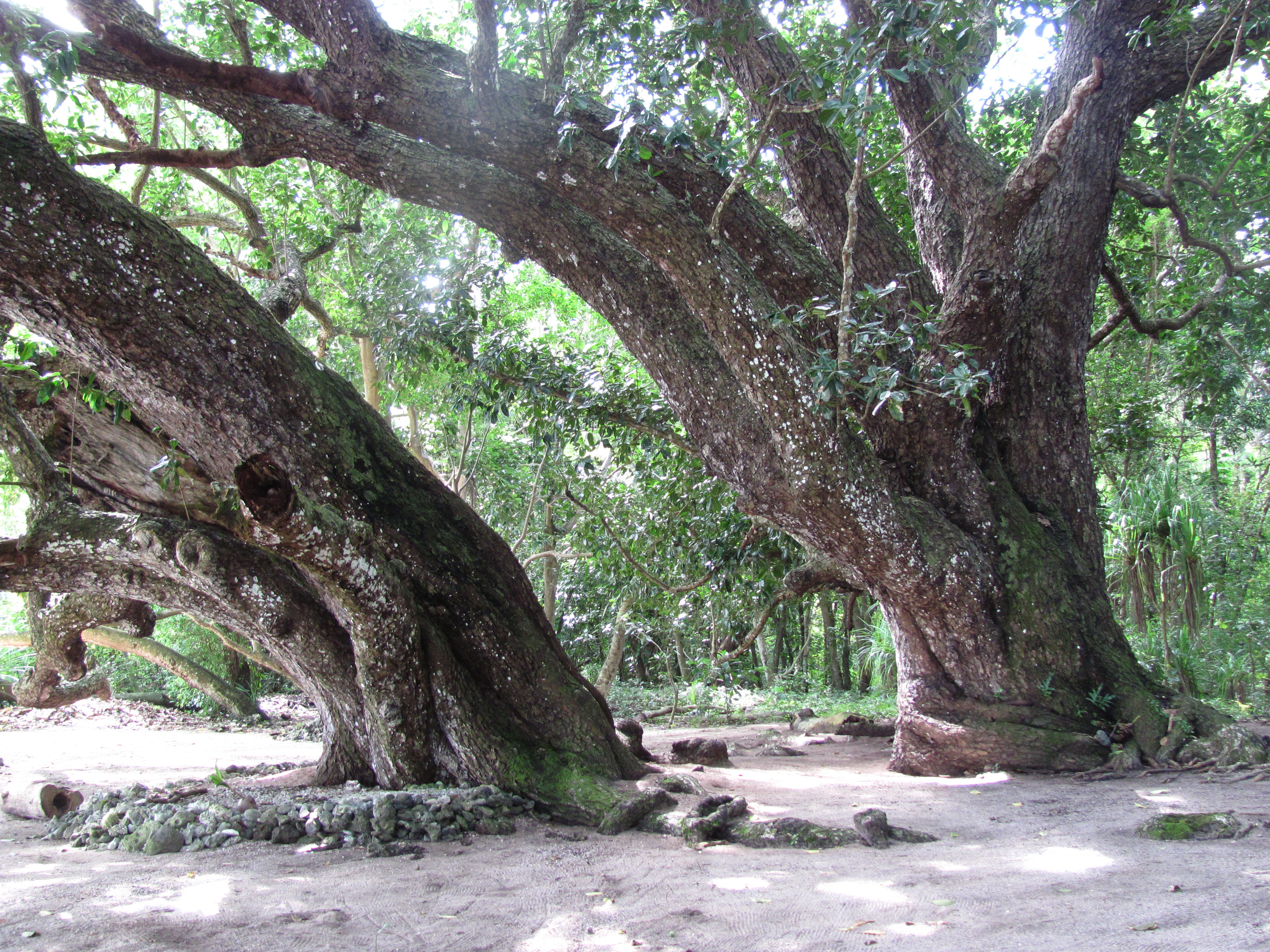
Мангаас.

Мангаас представляет собой заброшенный с XVI века посёлок в северо-западной части острова Эфате. «Рой Мата» было не только именем, но и титулом, передающимся по наследству; после гибели последнего Рой Мата приблизительно в самом начале XVII века посёлок был оставлен жителями (согласно легенде, по причине того, что не было человека, который мог бы наследовать вождю по традиционной местной матрилинейной системе нафлак), а само место было объявлено священным: на территории Мангааса нельзя было постоянно селиться или вести сельское хозяйство, там также нельзя было разговаривать или прикасаться к камням и деревьям, так как оно считалось местом обитания духов.

### Могила Рой Мата

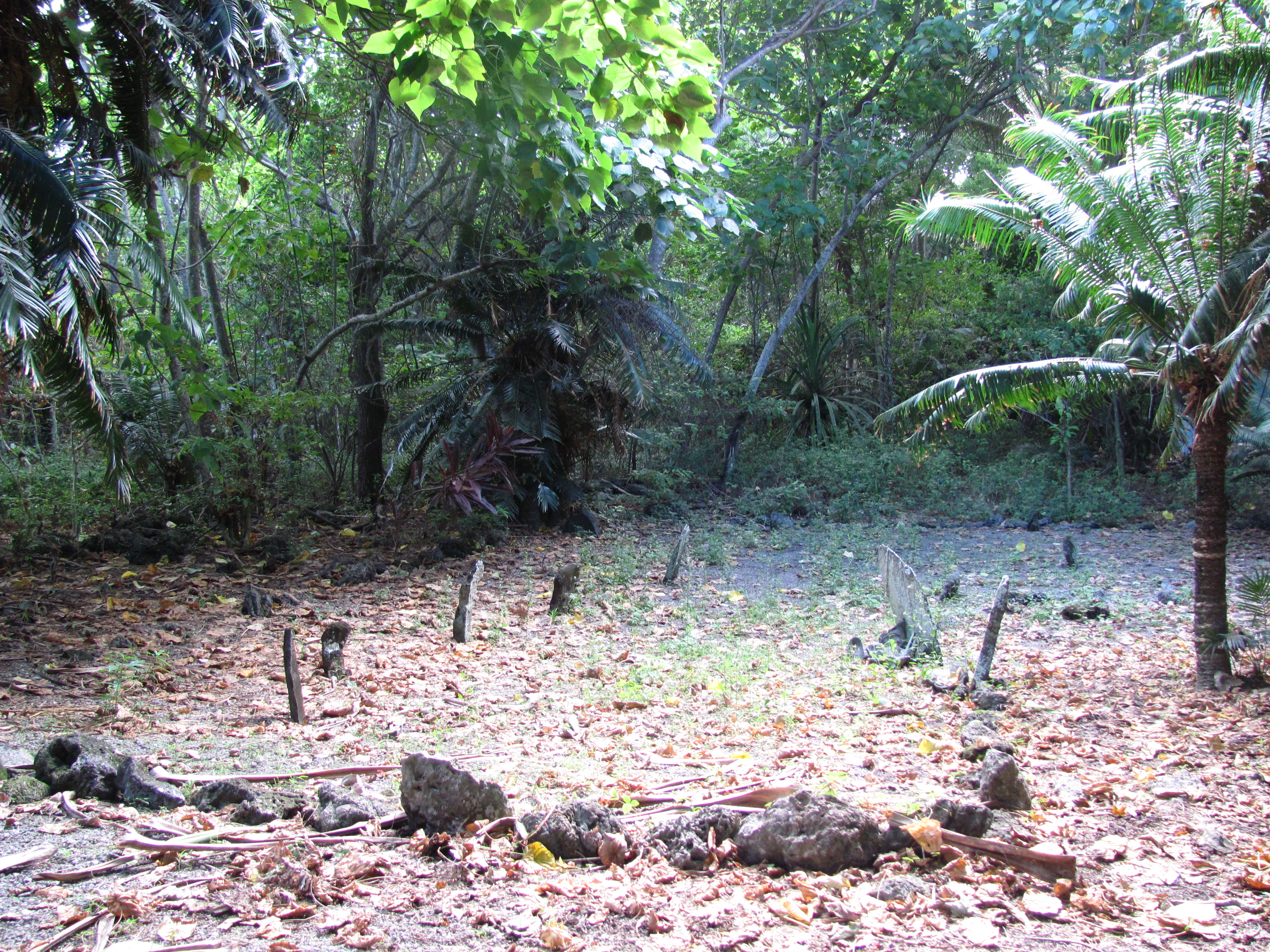
Могила Роя Маты на Эретоке.

В 1967 году, через 700 лет после предполагаемого времени жизни вождя, французский археолог Жозе Гарранже получил от вождей острова Эретока согласие исследовать могилу Рой Мата, но при условии, что после завершения им своей работы могила останется в прежнем состоянии. Гарранже изучал местный фольклор и в итоге смог легко найти могилу на Эретоке под двумя скалами, расположенными в середине поляны, примерно в 100 м от пляжа, в северо-западной части острова. При раскопках была найдена братская могила с 47 скелетами, похороненными на глубине 1 м под землёй; радиоуглеродный анализ показал, что они были похоронены примерно в 1250—1300 годах. Длина могилы составляла 20 м, а ширина — около 10 м. Все скелеты были похоронены головой к юго-западному направлению, где, согласно местным мифам, располагалась земля мёртвых. Они были похоронены вместе с браслетами, раковинами и резными украшениями из кости; вероятно, скелеты принадлежат членам семьи вождя Роя Маты или другим высокопоставленным лицам. Сам Рой Мата похоронен здесь же, вокруг его тела для подчёркивания статуса были положены различные украшения и свиные клыки. Голова покоится на куске известняка. В конце исследования Гарранже, как и обещал, вернул могилу в исходное состояние. Благодаря этому открытию была доказана значимость для археологии и потенциальная правдивость устного фольклора. Участки общей площадью 8863,1 га были включены в список Всемирного наследия в 2008 году.